# Barking at Airplanes
Barking at Airplanes é o nono álbum de estúdio da cantora e compositora norte-americana Kim Carnes.
O álbum teve três singles: "Crazy in the Night (Barking at Airplanes)" e "Abadabadango", que alcançaram a #15 e #67 posição na Billboard Hot 100, respectivamente. "Rough Edges" não conseguiu entrar nas paradas.

## Faixas
1. "Crazy in the Night (Barking at Airplanes)" (Kim Carnes) - 3:35
2. "One Kiss" (Kim Carnes, Bill Cuomo, M. Paul) – 3:32
3. "Begging for Favors (Learning How Things Work)" (Kim Carnes, Dave Ellingson) – 4:52
4. "He Makes the Sun Rise (Orpheus)" (Kim Carnes, Bill Cuomo, Chas Sandford) – 4:28
5. "Bon Voyage" (Kim Carnes, Craig Krampf) – 4:44
6. "Don't Pick Up the Phone (Pick Up the Phone)" (Kim Carnes, Bill Cuomo) – 4:19
7. "Rough Edges" (Kim Carnes, Dave Ellingson) – 4:44
8. "Abadabadango" (Kim Carnes, Dave Ellingson, Duane Hitchings) – 3:58
9. "Touch and Go" (Clive Gregson) – 4:48
10. "Oliver (Voice on the Radio)" (Kim Carnes) – 3:46

Faixas bônus do relançamento de 2001
1. "I Am a Camera" (Trevor Horn, Geoff Downes) – 5:11
2. "Make No Mistake, He's Mine (versão solo)" (Kim Carnes) – 4:13
3. "Forever" (Johnny Van Zant) – 3:58

## Crítica
Barking at Airplanes recebeu uma crítica bastante positiva de Stephen Thomas Erlewine da Allmusic. Ele descreveu o álbum como "um álbum coeso e consistente" e "o melhor que ela fez desde "Mistaken Identity", mas afirma que está mais no padrão de "Voyeur". Embora ele tenha dito que o álbum reúne um público mais adulto, isso justifica a qualidade do álbum, argumentando que "Carnes se encaixa muito bem, e não apenas porque a sua grande voz soa ideal neste cenário, mas porque ela faz isso muito bem".